# Marcówka

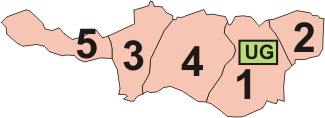
Marcówka (2.) na planie gminy Zembrzyce

Marcówka – wieś w Polsce położona w województwie małopolskim, w powiecie suskim, w gminie Zembrzyce.
Wieś położona jest w Beskidzie Makowskim, na południowych stokach Chełmu (604 m n.p.m.), częściowo na stokach Sosnówki (538 m).
Marcówka została osadzona prawdopodobnie w II połowie XV w. W tym czasie w górnych polaniastych częściach  obecnej wsi zaczęli osiedlać się wołosi, zakładając w lasach tzw. zarąbki tj. osiedla powstałe w wyniku wykarczowania lasu. W ciągu wieków wieś często zmieniała właścicieli. W 1493 r. należała ona do Stanisława Słupskiego, właściciela Suchej, Stryszawy i Stryszowa. W 1709 przeszła w ręce Anny Konstancji Wielopolskiej herbu Starykoń z Suchej.
Integralne części wsi Marcówka: Dąbrowa, Janikówka, Jędrasy, Jochymówka
Kowalówka, Kramarki, Lipowa, Łachy, Marcówka-Dwór, Pagórek, Pękale, Pilchówka, Pindelówka, Sosnówka, Wołcówka, Wróblówka, Zarębki.
W latach 1975–1998 miejscowość administracyjnie należała do województwa bielskiego.